# Wilhelm Niesig
Wilhelm Niesig (1848 – 20. května 1904 Lindava) byl rakouský a český politik německé národnosti, na počátku 20. století poslanec Říšské rady, na přelomu 19. a 20. století poslanec Českého zemského sněmu.

## Biografie
V letech 1880–1904 byl starostou domovské Lindavy.
Koncem 80. let 19. století se začal angažovat i v zemské politice. Ve volbách v roce 1889 byl zvolen v kurii venkovských obcí (volební obvod Česká Lípa, Mimoň, Hajda, Cvikov) do Českého zemského sněmu. Mandát zde obhájil ve volbách v roce 1895 a volbách v roce 1901. Uvádí se jako německý liberál (takzvaná Ústavní strana, liberálně a centralisticky orientovaná, odmítající federalistické aspirace neněmeckých etnik, později Německá pokroková strana). Ve volbách do zemského sněmu roku 1901 již ale přestoupil do více nacionálně orientované Německé lidové strany.
Zasedal taky v Říšské radě (celostátní zákonodárný sbor), kam byl zvolen ve volbách roku 1901 za kurii venkovských obcí, obvod Česká Lípa, Jablonné, Dubá atd. Setrval zde do své smrti roku 1904, pak ho nahradil Peter Krützner.
Zemřel v květnu 1904.